# Schlierseerit
Schlierseerit ist die Bezeichnung für ein fossiles Harz, das in unmittelbarer Nähe des Schliersees (Oberbayern) gefunden wurde. Der Name ist lediglich ein Arbeitstitel und nomenklatorisch ungültig.
Das fossile Harz wurde 1983 von einem Privatsammler entdeckt, der die erhebliche wissenschaftliche Bedeutung seines Fundes erkannte und die Stücke verschiedenen Institutionen und Museen zur Verfügung stellte.
Das fossile Harz weist einige Ähnlichkeiten zu fossilen Harzen anderer mesozoischer Fundorte auf (u. a. mit dem aus Mähren bekannten Walchowit).
Die überwiegend recht kleinen Stücke (Durchmesser im Millimeterbereich) enthalten nicht selten organische Einschlüsse. So konnten Wimpertierchen, Schalamöben, Bakterien, Cyanobakterien und Grünalgen identifiziert werden, die vermutlich Lebensgemeinschaften auf dem Harzlieferanten bildeten, bei dem es sich um einen ausgestorbenen Vertreter der Palmfarne gehandelt haben könnte.
Das Alter des Bernsteins wurde lange Zeit auf Obertrias (Karnium, ca. 225 Millionen Jahre) datiert. Jüngere Forschungsergebnisse deuten allerdings auf ein sehr viel geringeres Alter. So nehmen Schmidt et al. auf der Grundlage biostratigrafischer und petrografischer Befunde ein unterkreidezeitliches Alter an (Cenomanium, ca. 95 Mio. Jahre). Wieder andere Quellen geben ein Alter von 125 Millionen Jahren an.